# Mercedes-Benz R230
Mercedes-Benz R230 — спортивный родстер от компании Mercedes-Benz, пятое поколение SL-класса, представленное в 2001 году. В 2012 году был заменён на Mercedes-Benz R231.

## История

### 2001—2006
Работы над наследником Mercedes-Benz R129 начались ещё в начале 1996 года. 27 января 1996 года началось проектирование и разработка дизайна. Около сотни набросков и проектов, представленных дизайнерами из Германии, Калифорнии и Японии, были оцифрованы и легли в основу компьютерной модели. Дизайн R230 разрабатывался в двух форматах: традиционное моделирование из глины в размерах 1:4 и цифровая версия при помощи программного пакета CAVE.
16 июня 1997 года окончательный дизайн R230 был одобрен советом компании, а уже в 1998 году были собраны точные спецификации. Патенты на дизайн были поданы 9 сентября 1999 года в Германии и 1 марта 2000 года в США.
В июле 2001 года, после более чем 5 лет развития, автомобиль Mercedes-Benz R230 был представлен на Франкфуртском и Болонском автосалонах. Производство началось 13 октября 2001 года на заводе в Бремене, европейские продажи стартовали в ноябре того же года.
На Гран-при Германии 2001 года автомобиль Mercedes-Benz SL55 AMG (R230) выступал в роли машины безопасности Формула-1.
В 2004 году на Женевском автосалоне был представлен концепт Vision SL 400 CDI — дизельная версия SL-класса с двигателем V8, генерирующим мощность в 231 кВт (315 л.с.) и 730 Н·м крутящего момента. По планам компании дизельный агрегат вскоре должен был поступить в серийное производство.

### 2006—2008 (фейслифтинг)
В 2006 году автомобиль получил фейслифтинг и в обновлённом варианте был представлен на Женевском автосалоне.
Автомобиль оснастили новыми двигателями для SL350 и SL500 (переименованный в SL550 для Северной Америки), улучшили характеристики для SL55 AMG и SL600. Кроме того была представлена топовая в серии модель SL65 AMG (стартовая цена составляла $249,485). Технологию ABC (Active Body Control), стандартную для всех версий R230 за исключением SL350, значительно модернизировали. На автомобиль установили 7-ступенчатую АКПП 7G-Tronic с опцией Sport (для более быстрого переключения передач в ручном «М» режиме) и подрулевыми переключателями на рулевом колесе.
Внешние изменения включают в себя новый бампер с тремя большими воздухозаборниками и более выраженной V-образной формой, противотуманные фары с хромированным ободом, новые легкосплавные диски и задний свет. Изменения интерьера включают мягкий кожаный салон, новые цвета оформления, высококачественные металлические дверные пороги с надписью «Mercedes-Benz», рельефные элементы отделки из алюминия и дополнительный дистанционный спуск крышки багажника. Механизм открывания крыши был также пересмотрен: время, затрачиваемое на данную операцию, уменьшили с 20 до 16-секунд.

### 2008—2011 (фейслифтинг)
Ещё один фейслифтинг автомобиль пережил в 2008 году. Обновлённая версия R230 была представлена в марте 2008 года на Женевском автосалоне.
Автомобиль SL-класса получил новый, более агрессивный перед, отражающий новую философию дизайна компании. Модельный ряд двигателей претерпел изменения: мощность 3.5-литрового V6 повысилась на 16 % до 229 кВт (311 л.с.) при 6500 оборотах в минуту. Крутящий момент вырос на 10 Н·м и составил 360 Н·м. Максимальное значение оборотов двигателя выросло до 7200 об/мин. Увеличение мощности сказалось и на расходе топлива: оно выросло на 0.4 литра на 100 км. Компания Mercedes-Benz расширила линейку SL-класса путём введения привлекательной модели начального уровня SL280, развивающую мощность в 170 кВт (231 л.с.). Силовой агрегат данной версии представляет собой V6 двигатель с максимальным крутящим моментом в 300 Н·м при 2500 об/мин, ускоряющий родстер от 0 до 100 км/ч за 7.8 секунды. Расход топлива (согласно NEDC) составляет 9.4 л на 100 км. На автомобиле применена система подогрева AIRSCARF, применяемая в SLK-классе.
В ноябре 2011 года компания Mercedes-Benz анонсировала новый автомобиль шестого поколения SL-класса. В декабре было опубликовано полное описание R231 и показаны официальные фотографии, а в начале января 2012 года SL500 и SL350 были впервые показаны публике на Детройтском автосалоне.
Автомобиль R230 превзошёл все самые оптимистические прогнозы компании. К октябрю 2011 года было продано около 170,000 автомобилей Mercedes-Benz R230 (78 % — экспорт, из них 45 % для США).

## Описание

### Интерьер

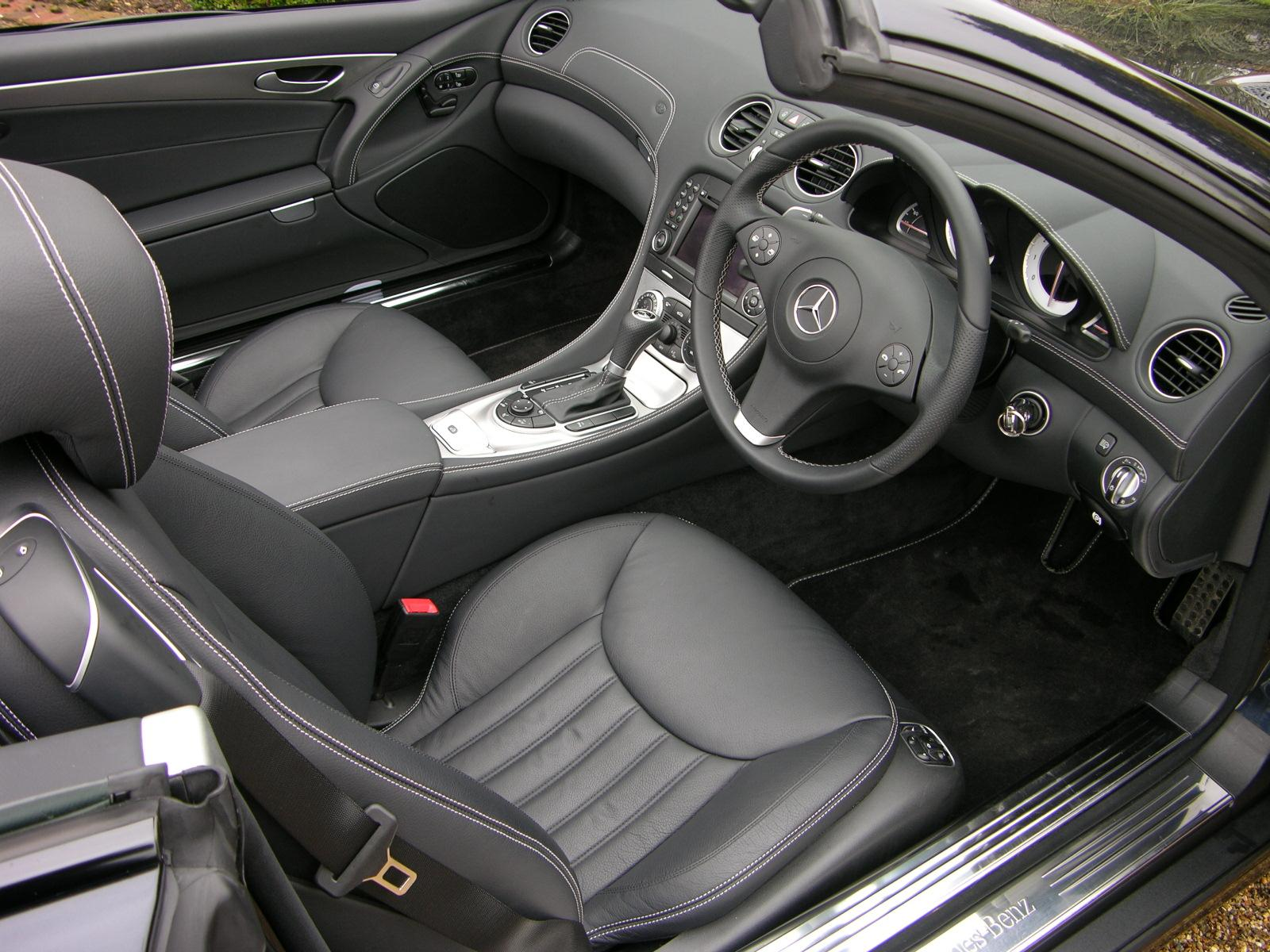
Интерьер SL350 2009 года

Габаритная концепция автомобиля была получена исходя из прогнозов на рост и комплекцию водителей, которые сидели бы за рулём транспортного средства в 2005 году. Такой подход позволил намного превысить размеры, использованные для разработки модели-предшественника в конце 1980-х годов. Другими словами, новый спортивный автомобиль R230 предлагает пассажирам ещё больше внутреннего пространства и свободы перемещения, чем его предшественник.
Расстояние от педали акселератора до контрольной точки сиденья водителя с сиденьем в крайнем заднем положении было продлено на 47 миллиметров в сравнении с предыдущей моделью. Расстояние от подушки сидения до потолка составляет 957 мм. Ширина на уровне плеч в новом SL составляет 1372 мм — на 6 миллиметров больше, чем в предыдущей модели. Диапазон регулировки переднего и задних сидений был увеличен на 50 миллиметров до 270 мм по ширине, и на 30 мм по высоте.
Колёсная база R230 была удлинена на 45 мм. Новый SL-класс был разработан как всецело двухместный автомобиль в отличие от своего предшественника. Инженеры Mercedes-Benz разработали сложную сварную конструкцию из экструдированного алюминиевого профиля и гибких панелей для поддержки подушки сиденья и спинки, которая способна выдерживать высокие нагрузки в случае столкновения.
Новый SL оборудован автоматическим климат-контролем в стандартной комплектации, каждая функция которого контролируется микрокомпьютером, который обрабатывает широкий спектр данных. Два датчика постоянно контролируют температуру в салоне. Датчик загрязнителей во впускном тракте автоматического климат-контроля обнаруживает увеличение концентрации окиси углерода и оксидов азота в окружающем воздухе в передней части автомобиля и автоматически переключает систему на рециркуляцию воздуха. Датчик солнечного цвета расположен на капоте.
При сборке салона нового SL-класса были использованы кожа, высокосортная древесина и алюминий. На выбор представляется один из двух типов кожи, четыре отделки высокого качества и пять расцветок интерьера. Элементы кабины водителя покрыты мерцающим матовым хромом. Стилистика интерьера выдержана в спортивном стиле.

### Двигатели

#### 2001—2006
| Модель    | Годы производства | Двигатель                        | Мощность @ об/мин              | Крутящий момент @ об/мин |
| --------- | ----------------- | -------------------------------- | ------------------------------ | ------------------------ |
| SL 350    | 2003-2006         | 3724 см3 V6 (M112)               | 180 кВт / 245 л.с. @ 5700      | 350 Н·м @ 3000-4500      |
| SL 500    | 2003-2006         | 4966 см3 V8 (M113)               | 225 кВт / 306 л.с. @ 5600      | 460 Н·м @ 2700-4250      |
| SL 55 AMG | 2003-2006         | 5439 см3 V8 с наддувом (M113)    | 350 кВт / 476 л.с. @ 6100      | 700 Н·м @ 2650-4500      |
| SL 600    | 2003-2006         | 5513 см3 V12 би-турбо (M275)     | 368 кВт / 500 л.с. @ 5000      | 800 Н·м @ 1800-3600      |
| SL 65 AMG | 2004-             | 5980 см3 V12 би-турбо (M275 AMG) | 450 кВт / 612 л.с. @ 4800-5100 | 1000 Н·м @ 2000-4000     |

#### 2006—2008
| Модель         | Годы производства | Двигатель                        | Мощность @ об/мин              | Крутящий момент @ об/мин |
| -------------- | ----------------- | -------------------------------- | ------------------------------ | ------------------------ |
| SL 350         | 2006-2008         | 3498 см3 V6 (M272)               | 200 кВт / 272 л.с. @ 6000      | 350 Н·м @ 2400-5000      |
| SL 500, SL 550 | 2006-2008         | 5461 см3 V8 (M273)               | 285 кВт / 388 л.с. @ 6000      | 530 Н·м @ 2800-4800      |
| SL 55 AMG      | 2006-2008         | 5439 см3 V8 с наддувом (M113)    | 380 кВт / 517 л.с. @ 6100      | 720 Н·м @ 2600-4000      |
| SL 600         | 2006-2008         | 5513 см3 V12 би-турбо (M275)     | 380 кВт / 517 л.с. @ 5000      | 830 Н·м @ 1900-3500      |
| SL 65 AMG      | 2004-             | 5980 см3 V12 би-турбо (M275 AMG) | 450 кВт / 612 л.с. @ 4800-5100 | 1000 Н·м @ 2000-4000     |

#### 2008—2011
| Модель                 | Годы производства | Двигатель                        | Мощность @ об/мин              | Крутящий момент @ об/мин |
| ---------------------- | ----------------- | -------------------------------- | ------------------------------ | ------------------------ |
| SL 280                 | 2008-2009         | 2996 см3 V6 (M272)               | 170 кВт / 231 л.с. @ 6000      | 300 Н·м @ 2500-5000      |
| SL 300                 | 2009-             | 2996 см3 V6 (M272)               | 170 кВт / 231 л.с. @ 6000      | 300 Н·м @ 2500-5000      |
| SL 350                 | 2008-             | 3498 см3 V6 (M272)               | 232 вКт / 316 л.с. @ 6500      | 360 Н·м @ 6500           |
| SL 500, SL 550         | 2006-             | 5461 см3 V8 (M273)               | 285 кВт / 388 л.с. @ 6000      | 530 Н·м @ 2800-4800      |
| SL 63 AMG              | 2008-             | 6208 см3 V8 (M156.984)           | 386 кВт / 525 л.с. @ 6800      | 630 Н·м @ 5250           |
| SL 600                 | 2006-2009         | 5513 см3 V12 би-турбо (M275)     | 380 кВт / 517 л.с. @ 5000      | 830 Н·м @ 1900-3500      |
| SL 65 AMG              | 2004-             | 5980 см3 V12 би-турбо (M275 AMG) | 450 кВт / 612 л.с. @ 4800-5100 | 1000 Н·м @ 2000-4000     |
| SL 65 AMG Black Series | 2008-             | 5980 см3 V12 би-турбо (M275 AMG) | 493 кВт / 670 л.с. @ 5400      | 1000 Н·м @ 2200-4200     |

### Безопасность
Новый SL-класс продолжает традиции компании по созданию безопасных автомобилей путём внедрения в модель R230 большого числа самых разнообразных систем безопасности, таких как:

#### Системы защиты от аварий
- Тормозная система Sensotronic Brake Control (SBC)
- Подвеска с системой Active Body Control (ABC)
- Обновлённый 3-уровневый модуль ESP
- Система Brake Assist
- Система Acceleration Skid Control (ASR)
- Антиблокировочная система (ABS)

#### Системы безопасности пассажиров
- Высокопрочный кузов
- Двухступенчатые подушки безопасности для водителя и пассажира
- Адаптивные подушки безопасности для головы и грудного отдела (англ. head-thorax-bags)
- Новая концепция сидений
- Натяжители и ограничители силы ремней безопасности
- Автоматическая защитная дуга (при перевороте автомобиля)

#### Аварийно-спасательные системы
- Система экстренного вызова службы спасения TELEAID — автоматически предупреждает медиков и полицию о месте происшествия с использованием спутниковой технологии навигации, если автомобиль попал в аварию

### Технологические решения
На автомобиле Mercedes-Benz R230 2001 года были применены следующие технологические решения:

#### Стандартные для всех моделей
- Система Active Body Control
- Подушки безопасности с двухступенчатыми газовыми генераторами: надуваются в 2 этапа в зависимости от тяжести аварии
- Ксеноновые фары ближнего света
- Передние противотуманные фары
- Датчик дождя
- Подогрев сидений
- Тонированное стекло
- Система Headlamp Assist — автоматическое включение света при недостатке освещения
- Облегчённый дизайн: капот, двери, передние крылья, крыша, топливный бак, крышка багажника и иные элементы выполнены из алюминия
- Автоматический климат-контроль
- Усилитель руля
- Мультифункциональное рулевое колеса
- Светодиодные тормозные огни
- Преднатяжители ремней безопасности
- Функция памяти для сидений, зеркал и руля
- Функция Touchshift
- Электрогидравлическая система Sensotronic Brake Control
- Центральный замок
- Съёмная крыша
- ESP
- Многорычажная независимая подвеска
- Самодиагностика
- Подстаканники
- Функция ELCODE — открытие/закрытие крыши при помощи ключа
- Система контроля выбросов: четыре каталитических нейтрализатора и современные технологии двигателя позволяют автомобилю соответсововать нормам Евро-4
- Автоматическое распознование детского сиденья

#### Опциональные
- Контроль давления в шинах
- Система мультимедиа COMMAND: радио, CD-проигрыватель, TV, навигация и другое
- Аварийный комплект, техническая аптечка
- Автономный круиз-контроль DISTRONIC
- Активная вентиляция сидений — небольшие вентиляторы позволяют воздуху проходить через обивку сидений
- Динамические мульти-контурные сидения
- Система TELEAID — автоматический звонок в службу немедленной скорой помощи при аварии
- Keyless-Go
- Активная звуковая система — при воспроизведении музыки адаптирует частоту и аудио-настройки в соответствии с уровнем шума от вождения
- Система защиты от воров
- Голосовое управление LINGUATRONIC
- Парктроники
- Телефон
- Отделка руля кожей и деревом
- Панорамная съёмная крыша

## Особые модели

### SL550
В 2007 году компания Mercedes-Benz выпустила лимитированную версию SL550 в честь 50-летнего юбилея SL-класса. Основные изменения являются чисто косметическими и представляют собой новую отделку интерьера и крыши автомобиля.

### SL600
SL600 является самой мощной моделью R230 SL-класса, не модифицированной подразделением Mercedes-AMG. На ней установлен двигатель V12, который генерирует мощность в 493 л.с. (368 кВт) и 800 Н·м крутящего момента. В таком варианте модель выпускалась с 2003 по 2006 год, после чего двигатель был форсирован и получил 510 л.с. (380 кВт) и 830 Н·м с 2007 года. Разгон до 100 км/ч согласно технических спецификаций компании составлял 4.7 секунды, однако журнал Car and Driver на собственном тест-драйве разогнал автомобиль за 3.6 секунды (160 км/ч за 8.6, 190 км/ч — 11.9).

### SL Night Edition (2010-)
В 2010 году компания Mercedes-Benz выпустила для Европейского рынка новую модификацию родстера SL-класса — SL Night Edition.
Данная версия включала 19-дюймовые пятиспицевые AMG легкосплавные диски с двухцветным глянцевым покрытием, окрашенные в серебристый цвет передние тормозные суппорты с логотипом Mercedes-Benz, затемненные фары / задние фонари, интерьер из чёрной кожи наппа с сияющей хромированной отделкой, сиденья со стреловидными швами, спортивные рулевое колесо и рычаг переключения передач, чёрная обивка крыши, декоративной накладки, серебристые вентиляционные отверстия в системе AIRSCARF.

### Grand Edition (2011-)
В 2010 году компания Mercedes-Benz выпустила особую модификацию Mercedes-Benz SLK-класс под названием Grand Edition. Год спустя, в 2011 году, концерн Daimler AG представил новую версию автомобилей SL300 SL350, SL500 в честь 125-летия со дня изобретения Карлом Бенцем первого автомобиля с тем же названием Grand Edition.
Специальное издание, в зависимости от модели, включало в себя 19-дюймовые 5-спицевые легкосплавные AMG диски из титана, передние тормозные суппорта с логотипом Mercedes-Benz, спаренные и отделанные хромом квадратные выхлопные трубы, глянцевые ручки дверей, эмблему Grand Edition по бокам автомобиля, кожаные сиденья, специальный дизайн рукоятки рычага переключения передач, серебряный цвет отверстий системы AIRSCARF, хромированные пластины порогов, пепельница и коврики с логотипом издания, а также некоторые другие изменения. Дополнительно можно заказать AMG спорт-пакет и деревянную отделку с рояльным лаком.
На Японский рынок модель поступила в 5 ноября 2011 года.

## AMG модификации
В 2006 году была представлена новая заряженая версия с индексом 6.3, которая использовала новый 6.2-литровый двигатель V8 M156, этот же агрегат использовался на автомобилях S63 AMG, CLK63 AMG и C63 AMG. Он генерировал мощность в 525 л.с. (386 кВт) и 630 Н·м крутящего момента при 5200 оборотах в минуту. Скорость разгона автомобиля до 100 км/ч составила 4.6 секунды. Кроме того, новый SL63 AMG оснастили передовой автоматической коробкой передач AMG SpeedShift MCT.
Модифицированный вариант SL63 AMG служил в качестве автомобиля безопасности для Формулы-1 в сезонах 2008 и 2009 годов.

### SL55 AMG

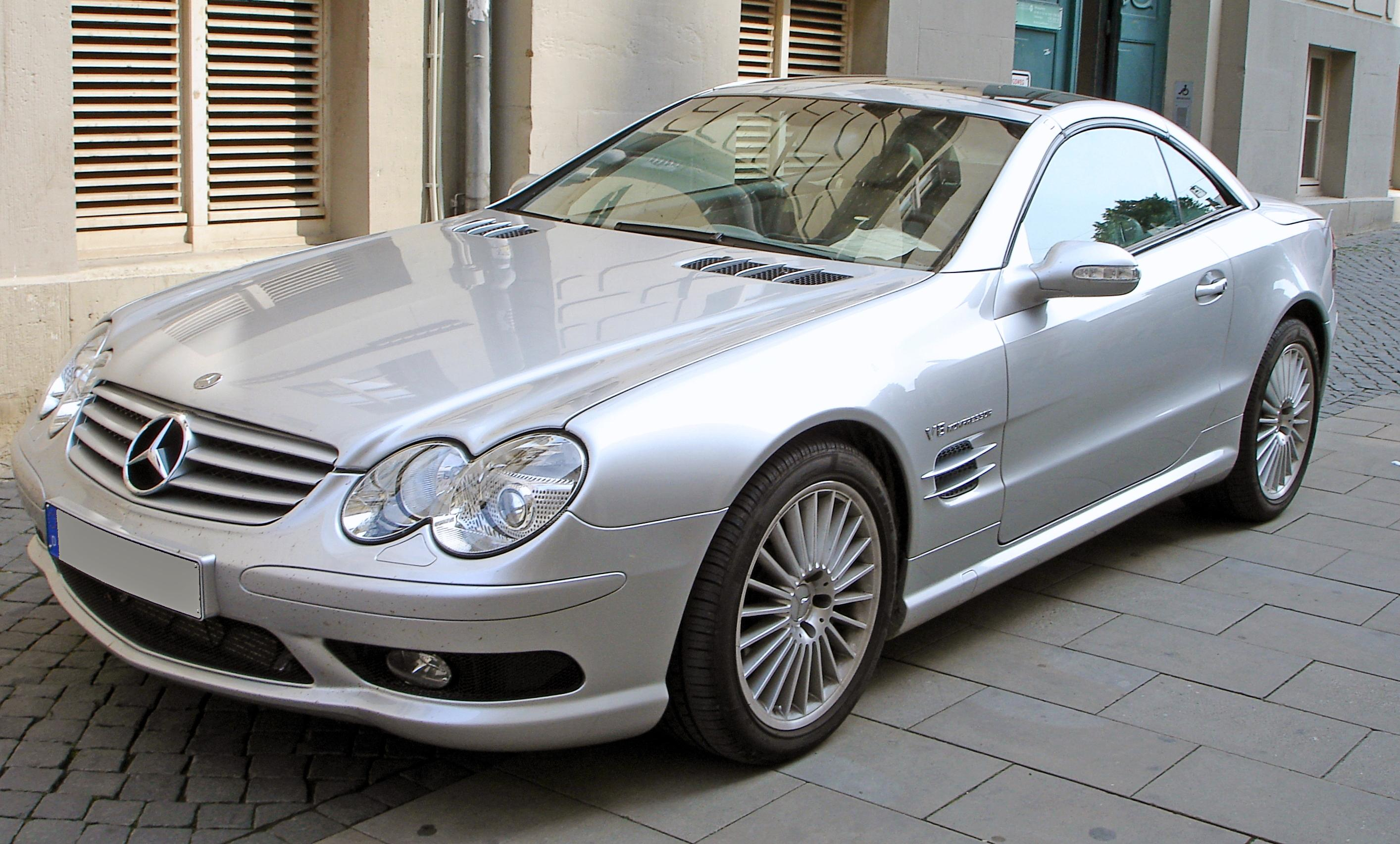
SL 55 AMG (2002—2006)

SL55 AMG был представлен в 2002 году. На автомобиль устанавливался V8 двигатель рабочим объёмом в 5439 см3, дающий мощность в 367 кВт / 500 л.с. при 6100 об/мин. Коленчатый вал был адаптирован к высокому крутящему моменту двигателя с турбонаддувом благодаря использованию модифицированных подшипников и более прочного материала. Ход поршней, изготовленных из специального материала, чрезвычайно устойчивого к теплу и давлению, был увеличен с 84 до 92 миллиметров. Разгон до 100 км/ч занимал 4.7 секунды. Максимальная скорость ограничена электроникой на отметке в 250 км/ч, однако могла быть увеличена до 300 км/ч по заказу. Вес автомобиля составлял 1850 кг. При этом выброс вредных веществ соответствовал нормам Евро-4.
После рестайлинга в 2006 году, SL 55 AMG получил прибавку в мощности, до 517 л.с. и 720 Нм крутящего момента при 2600 оборотов в минуту. В результате доработок, разгон до первой сотни стал занимать 4.3 секунды.
При создании автомобиля SL55 AMG были проведены работы по оптимизации и улучшению систем охлаждения. В частности, в нижней панели передней части кузова был установлен отдельный масляный радиатор, из которого рассеянный воздух поступал вверх по течению от охлаждающего модуля. Впервые компания Mercedes-Benz установила новую топливную систему, которая полностью управлялась электроникой. Это гарантировало постоянно поступление необходимого количества топлива в зависимости от скорости и нагрузки двигателя.
На автомобиле было установлено шасси с системами Active Body Control, SBC, ESP и ABC. Инженеры компании проделали работу над активной подвеской для нового SL-класса, добавив в неё элемент регулировки нагрузки. Благодаря этому нововведению система может вычислить фактическую нагрузку на автомобиль в режиме реального времени и использовать эти данные при расчёте процессов для активной подвески. Изменение веса транспортного средства (например, когда пассажир вышел или достали багаж из багажника) автоматически инициирует дальнейший перерасчёт веса автомобиля, после чего система адаптирует подвеску под новый уровень нагрузки.
Стандартная 5-ступенчатая автоматическая коробка передач 5G-Tronic была расширена в спортивных целях: она поддерживала ручной режим управления и переключение передач при помощи специальных кнопок рулевого колеса. Колёса автомобиля оснащались тормозной системой с вентилируемыми перфорированными тормозными дисками (диаметром 360 и 330 мм) на обеих осях и 18-дюймовыми легкосплавными дисками с новым мульти-спицевым дизайном (8.5 J х 18 спереди и 9.5 J х 18 сзади) с шинами 255/40 R18 спереди и 285/35 R18 сзади.

### SL65 AMG

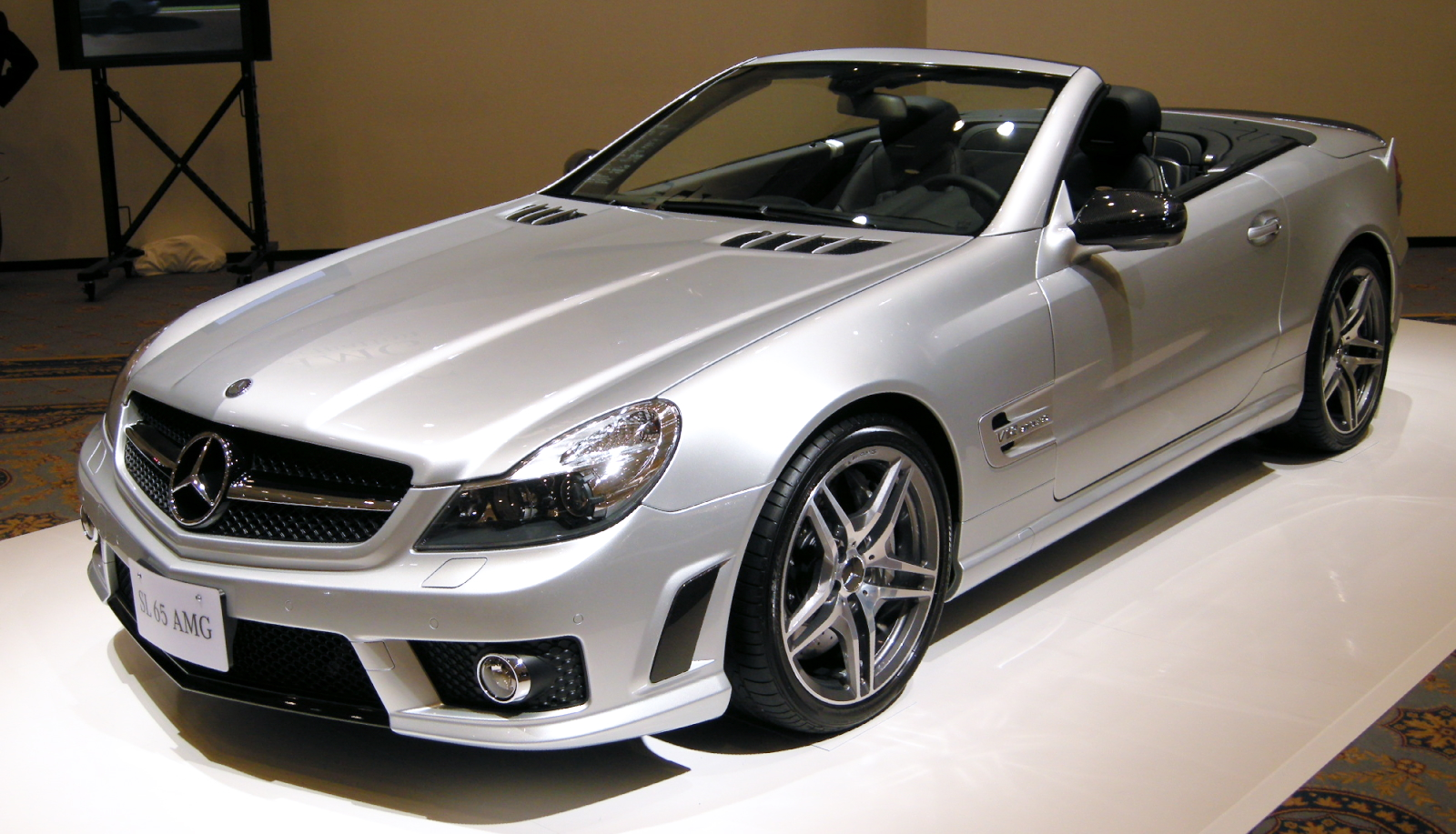
SL 65 AMG

Автомобиль SL65 AMG выпускался с 2004 года. В отличие от SL600 он имел более агрессивный обвес, который включал широкий передний бампер, вмещающий больше интеркулеров. На автомобиль устанавливались 19-дюймовые легкосплавные AMG диски.
Двигатель представляет собой 6-литровый V12 силовой агрегат с двойным турбонаддувом, генерирующий мощность в 612 л.с. (450 кВт, 1000 Н·м) при 5500 оборотах в минуту. Скорость разгона до 100 км/ч составляла 4.2 секунды. Максимальная скорость ограничивалась электроникой в 250 км/ч. Комбинированный расход топлива составлял 15.1 л на 100 км.
Стартовая цена на 2005 год составляла $179,720.

### SL63 AMG Edition IWC (2008-)
Тюнинг-ателье Mercedes-AMG совместно с известной швейцарской часовой компанией IWC Schaffhausen в 2008 году представили результаты совместной работы — Mercedes-Benz SL 63 AMG Edition IWC. Этот роскошный родстер был выпущен лимитированной серией в количестве всего 200 экземпляров.
Специальное издание оснащено усовершенствованным пакетом AMG Performance, мощным 6.2-литровым автмосферным двигателем V8 (386 кВт / 525 л.с. / 630 Н·м) и 7-ступенчатой спортивной автоматической коробкой передач AMG SPEEDSHIFT MCT. До 100 км/ч Mercedes-Benz SL63 AMG Edition IWC разгоняется за 4.6 секунды при электронном ограничении скорости в 300 км/ч. Основной внешней отличительной особенностью автомобиля является матовая окраска кузова «designo magno белый кашемир» в сочетании с отдельными деталями из матового карбона. В салоне установлены спортивные сиденья, выполненные из эксклюзивной кожи наппа «коричневый тобаго» с перфорированной текстурой и традиционными значками AMG.
Автомобиль поставляется в комплекте с эксклюзивными часами «Grosser Ingenieur», выпущенными ограниченной серией специально для покупателей машины. Под колёсными арками видны 19-дюймовые легкосплавные AMG диски со спортивными шинами 255/35 R19 и 285/30 R19. Пепельница, располагающаяся на центральной консоли, украшена логотипом IWC.
Автомобиль поступил в продажу с осени 2008 года.

### SL65 AMG Black Series (2008-)

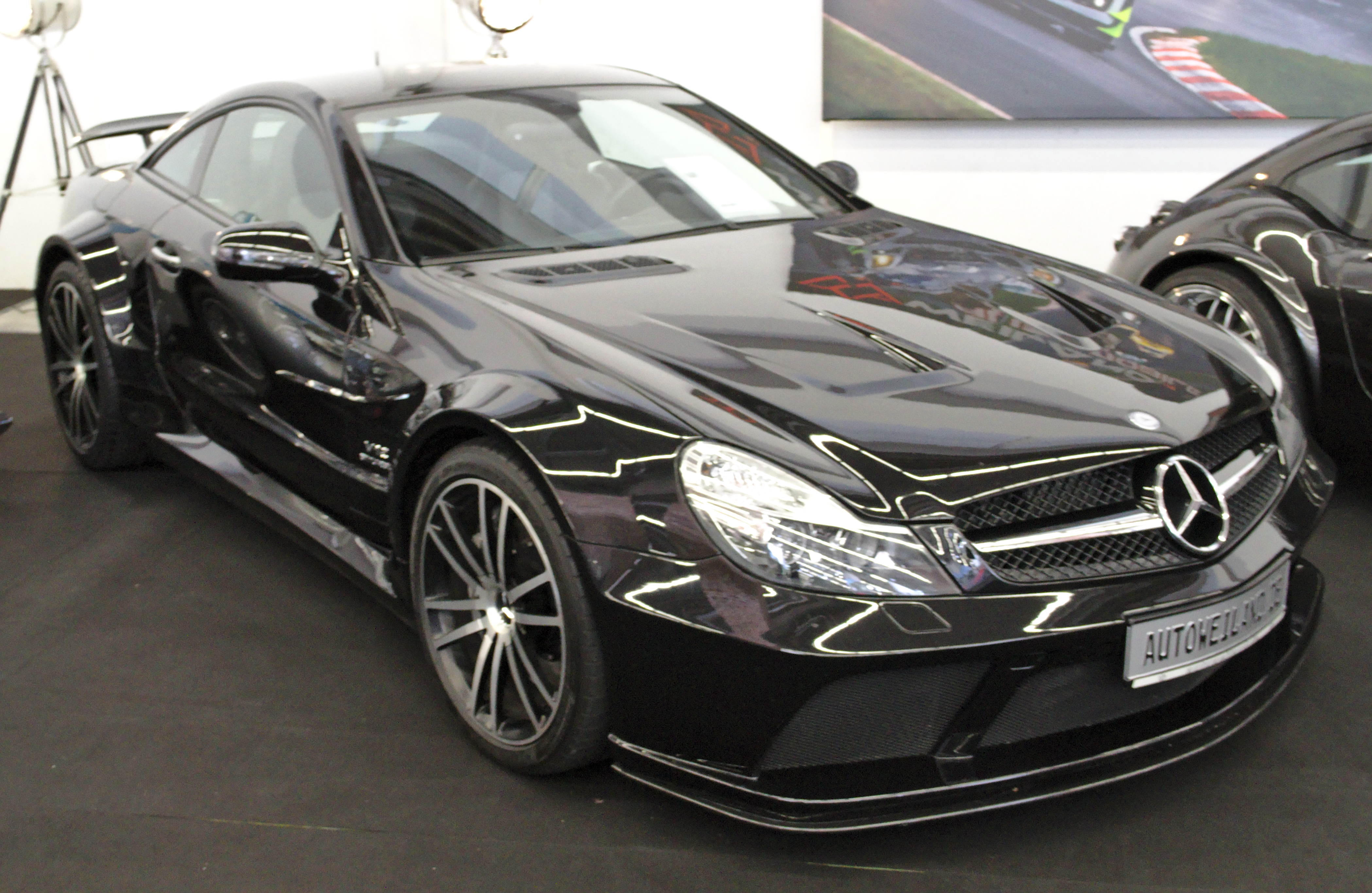
SL 65 AMG Black Series

Разработка и испытания спорт-купе SL65 AMG Black Series были начаты в 2006 году. Всего автомобиль SL65 AMG Black Series преодолел около 30,000 км испытаний, причём 15,000 км только на трассе Нюрбургринг-Нордшляйфе.
Серия SL 65 AMG Black Series была представлена в городе Монтерей в 2008 году. За счёт применения стационарной крыши из углеволокна и замены алюминиевых крыльев и капота на карбоновые конструкторам подразделению AMG удалось снизить массу автомобиля почти на 260 килограммов. Внешне SL65 AMG Black Series выделяется агрессивным аэродинамическим обвесом кузова, увеличивающим прижимную силу на высоких скоростях, а также 19-дюймовыми коваными колесными дисками на передней оси и 20-дюймовыми на задней.
SL65 AMG Black Series оснащается 6-литровым двигателем V12 с двойным турбонаддувом мощностью 493 кВт / 670 л. с., который выдаёт крутящий момент в 1000 Н·м (ограничено электроникой, без ограничения — 1200), работающим в паре с 5-ступенчатой автоматической коробкой передач 5G-Tronic. В отличие от серийного двигателя мощностью 450 кВт / 612 л. с., который устанавливается на модель SL 65 AMG, турбонагнетатели спорт-купе SL65 AMG Black Series разработаны заново. Разгон до 100 км/ч составляет 3.8 секунды. Максимальная скорость ограничена электроникой на уровне 320 км/ч.
Автомобиль оснащается 5-ступенчатой коробкой передач AMG Speedshift Plus с функцией перегазовки. В распоряжении водителя имеются четыре режима движения на выбор: «С» — Комфорт, «S» — Спорт, «М1» — Ручной1 и «М2» — Ручной2, где время переключения передач стало на 20 % меньше, чем в режиме «М1».
В отличие от серийной модели SL65 AMG версия Black Series имеет более широкую колею: на 97 мм — спереди и на 85 мм — сзади. Самоблокирующийся задний дифференциал с многодисковыми муфтами и 40-процентной блокировкой создаёт оптимальное сцепление колёс с дорожным полотном. Электронная система стабилизации ESP имеет трёхступенчатую программу контроля со спортивной функцией (режимы работы: «ESP ON», «ESP SPORT» и «ESP OFF»).
На переднюю ось автомобиля устанавливаются 9.5-дюймовые легкосплавные диски AMG с шинами размера 265/35 R19, на заднюю — 11.5 x 20 с шинами 325/30 R20. Как спереди, так и сзади используются вентилируемые перфорированные тормозные диски, изготовленные по высокоэффективной композитной технологии.
Интерьер, полностью выдержанный в чёрном, выполнен из кожи наппа, алькантары и углепластика. В салоне установлены спортивные сиденья AMG с ковшеобразным каркасом из углепластика, выполненные без боковых надувных подушек безопасности и обтянутые кожей наппа и алькантарой. Их подголовники украшаются тиснёной аббревиатурой AMG. Рулевое колесо AMG Performance, по-спортивному сплющенное внизу и имеющее на 15 мм меньший диаметр, благодаря своей области захвата, обтянутой перфорированной кожей, обеспечивает оптимальный контроль над автомобилем. Алюминиевые подрулевые переключатели позволяют переключать передачи вручную.
Комбинация приборов AMG оформлена по-новому: спидометр со шкалой до 360 км/ч выполнен в чёрном цвете, в то время как тахометр с четырьмя встроенными светодиодами, указывающими водителю на оптимальную точку переключения, — в белом. Центральная консоль SL 65 AMG Black Series включает систему COMAND APS. Новое мультимедийное устройство с 6.5-дюймовым цветным экраном и 40-гб жёстким диском сочетает в себе автомобильный радиоприёмник с двойным тюнером, телефоном, CD-/DVD-чейнджером, Bluetooth интерфейсом, слотом для карт памяти MicroSD и общеевропейскую систему навигации.

## Тюнинг

### Brabus Vanish / Brabus Stealth 65
Немецкое тюнинг-ателье Brabus, специализирующееся на доводке автомобилей марки Mercedes-Benz, представило в 2010 году два варианта модификации SL 65 AMG Black Series: Brabus Vanish и Brabus Stealth 65, выпущенные в единичном экземпляре.
Базовый V12 турбомотор AMG получил новые турбонагнетатели, новую выпускную систему и впуск, а также новую программу управления двигателем и автоматической коробкой передач. В результате, отдача мотора Brabus Vanish увеличилась с 670 до 800 лошадиных сил. Помимо прочего, автомобиль получил пакет опций Brabus T65 RS, включающий четыре интеркулера, высокоэффективную выхлопную трубу и усовершенствованный блок ECU. Скорость разгона Brabus Vanish до 100 км/ч составляет 3.6 секунды. Максимальная скорость составляет 320 км/ч.
Brabus Stealth 65 получил двигатель, генерирующий мощность в 820 лошадиных сил (603 кВт) и 1420 Н·м крутящего момента. Скорость разгона до 100 км/ч также составляет 3.6 секунды. При работе над данной версией автомобиля был использован тот же комплект производительности, что и для Brabus Vanish — Brabus T65 RS.
Оба суперкара — Brabus Stealth 65 и Brabus Vanish — находятся во владении частного клиента в Дубае, ОАЭ.

### Carlsson R230
В 2009 году Тюнинг-ателье Carlsson также выпустило собственную модификацию автомобиля R230 на базе SL63 AMG. V8 двигатель генерирует 580 л.с. и 680 Н·м крутящего момента. Интерьер автомобиля выполнен из алькантары Carlsson RS / кожи наппа со светлой строчкой.

## Галерея

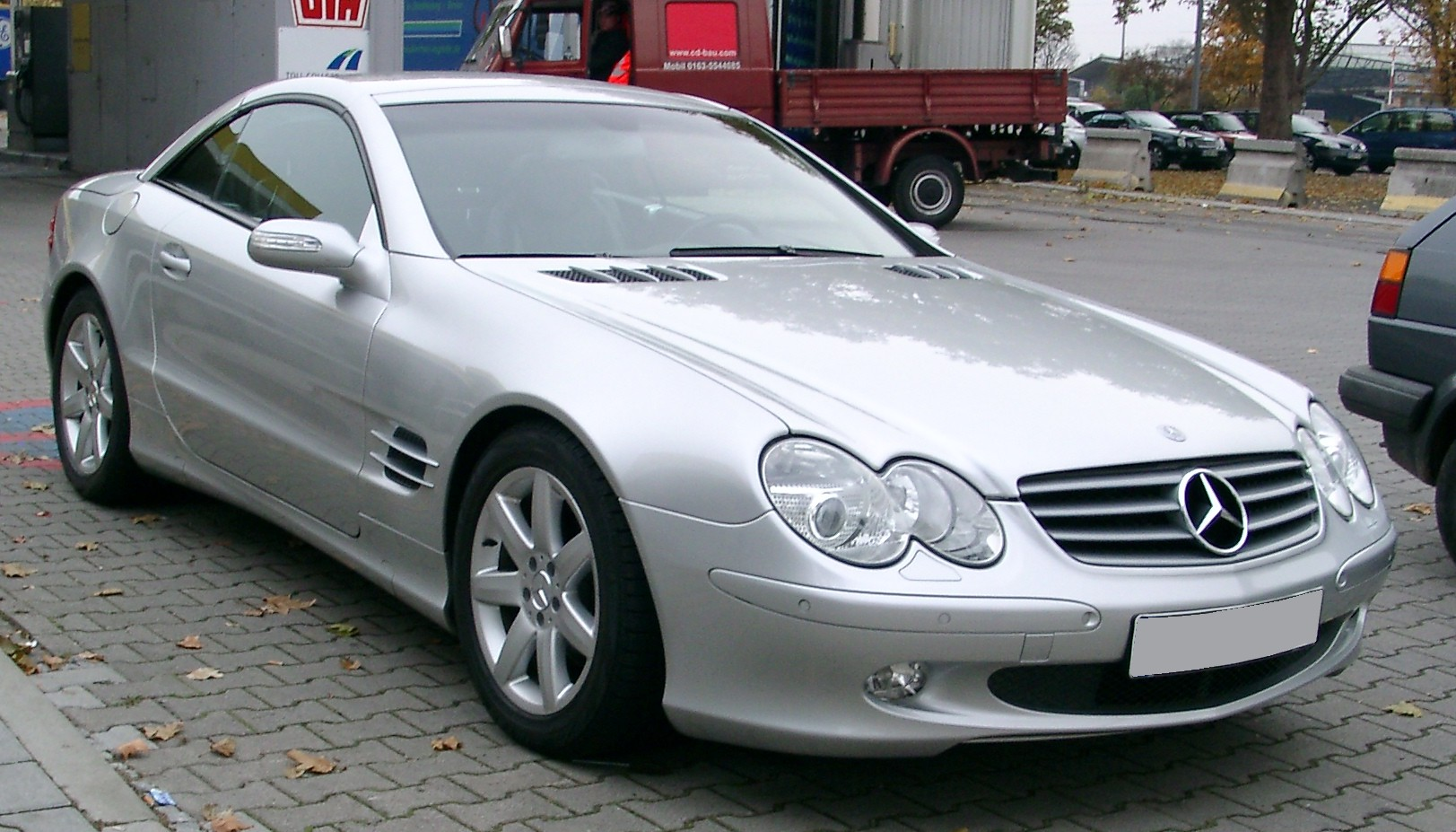
R230 до 2006 года, вид спереди
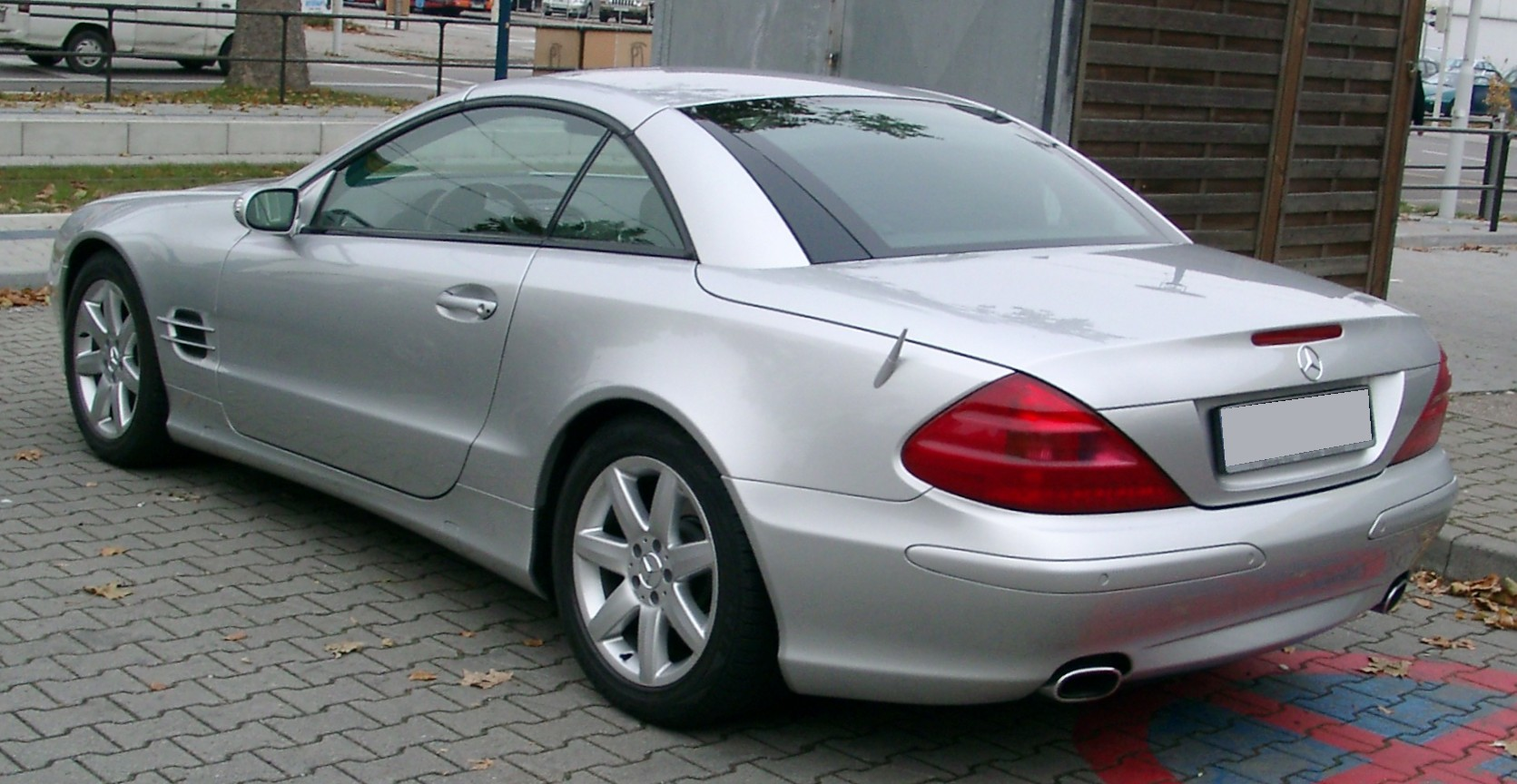
R230 до 2006 года, вид сзади
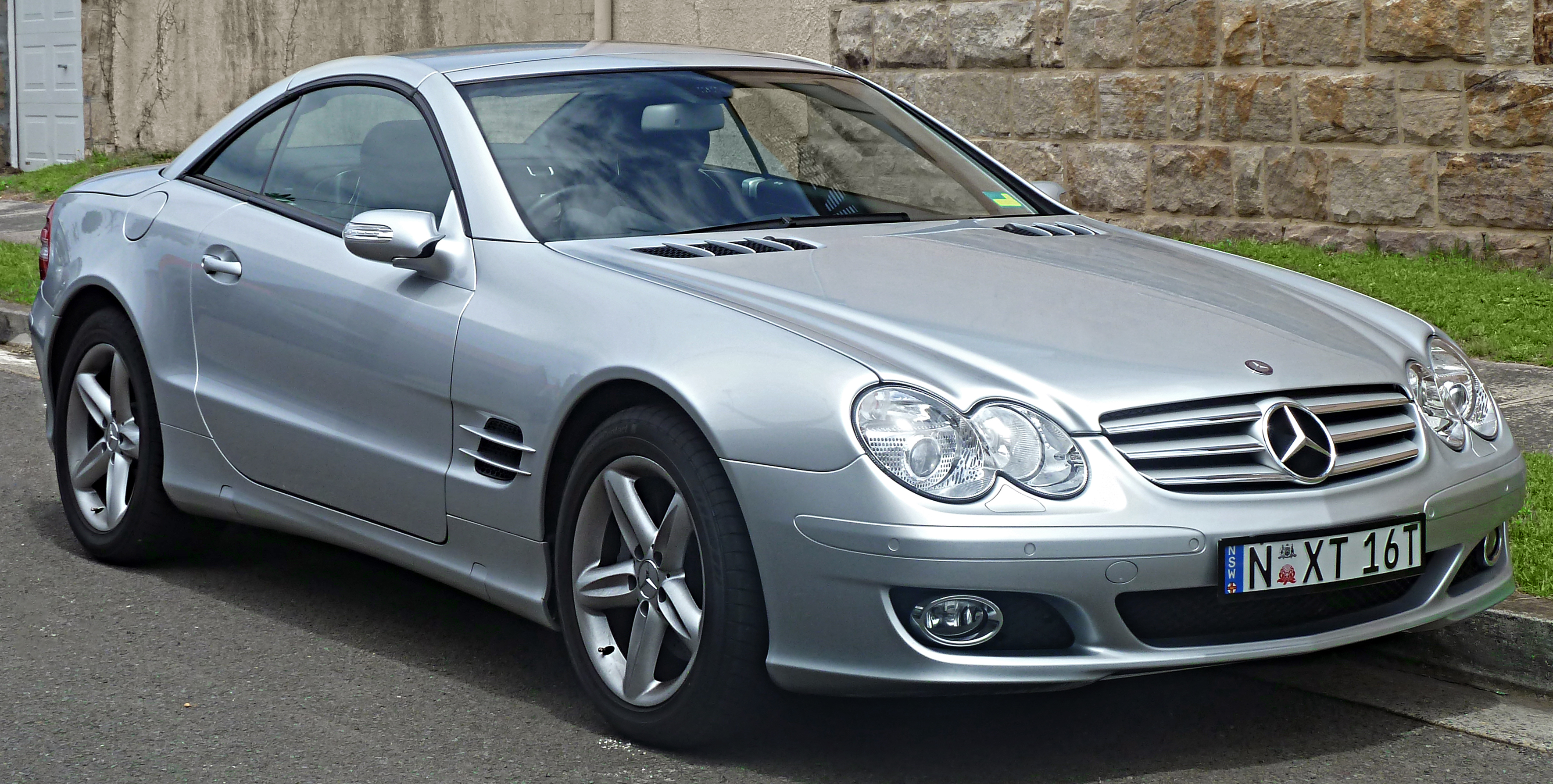
R230 2006–2008, вид спереди
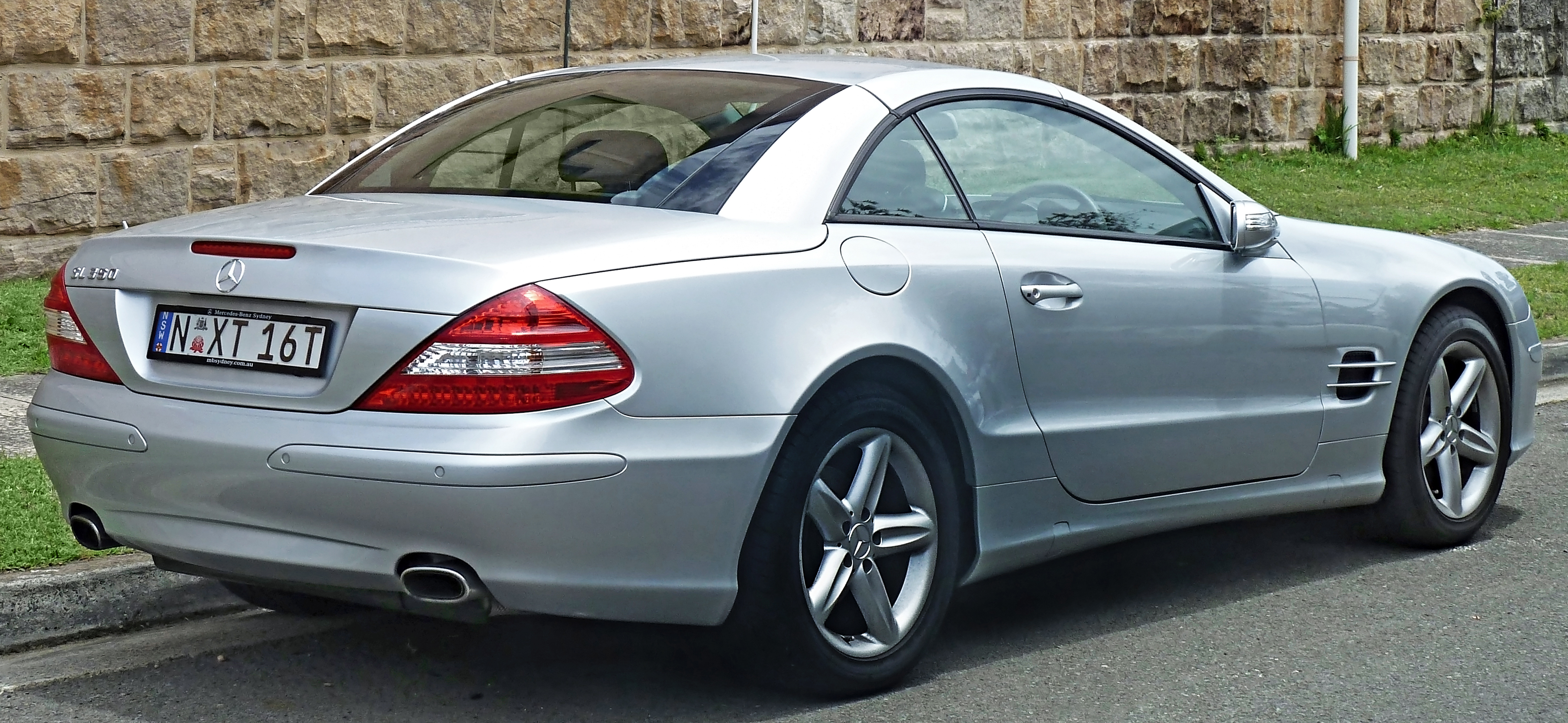
R230 2006–2008, вид сзади
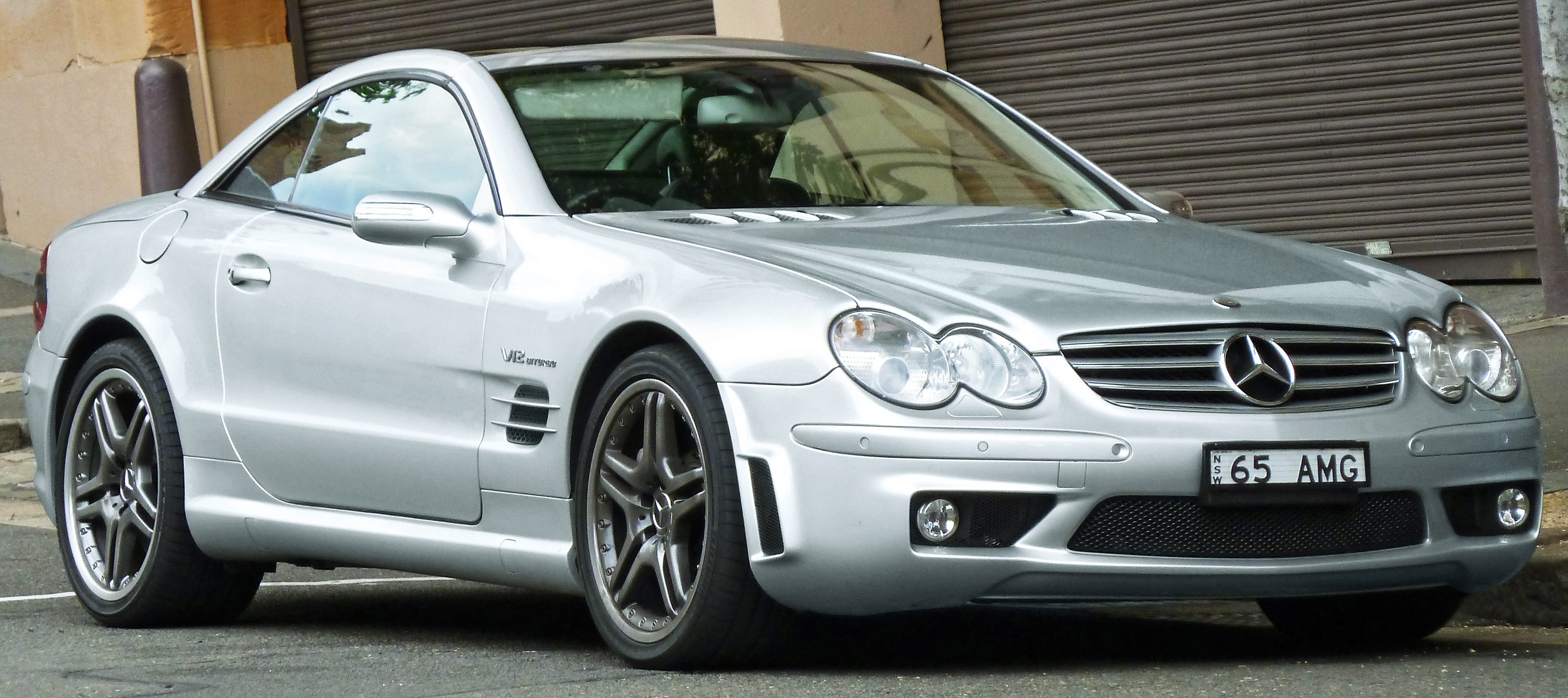
Mercedes-Benz SL 65 AMG (2004–2006)
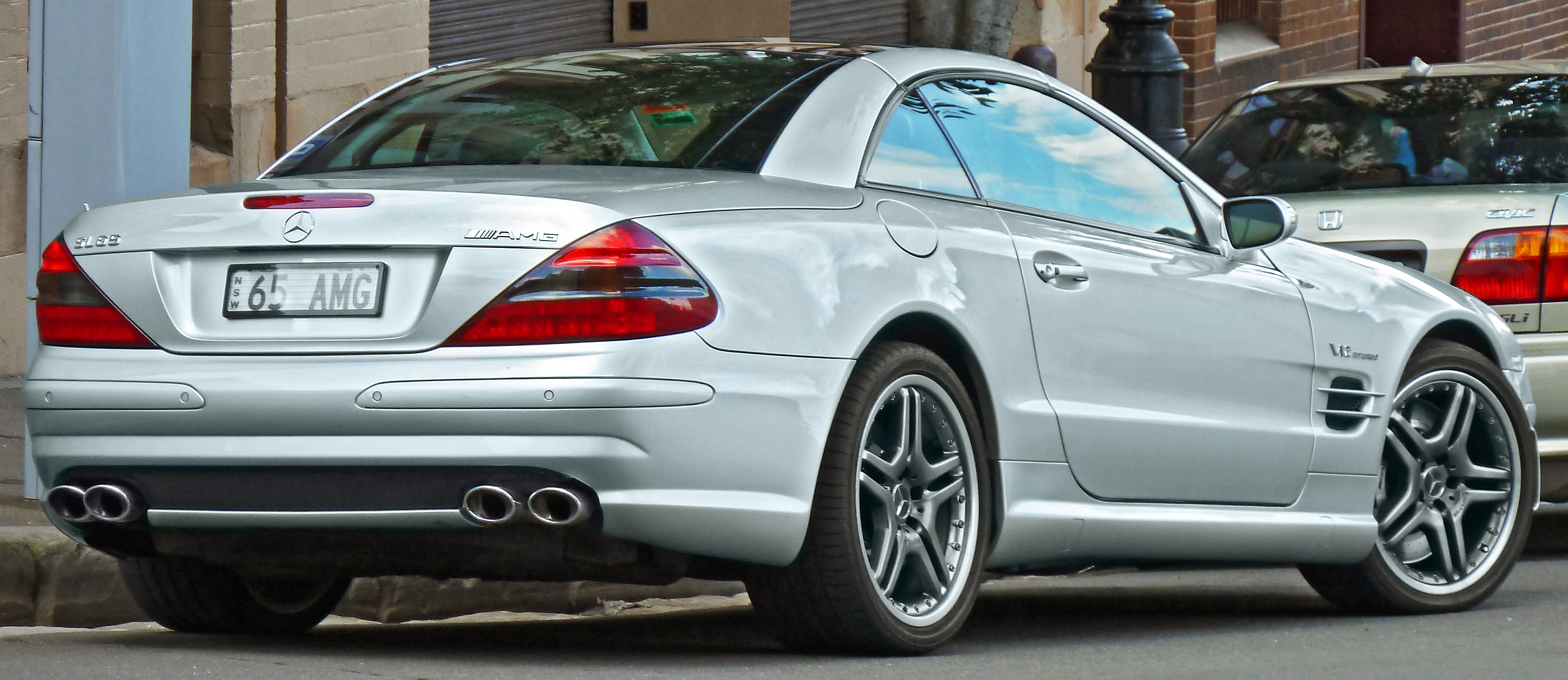
Mercedes-Benz SL 65 AMG (2004–2006)
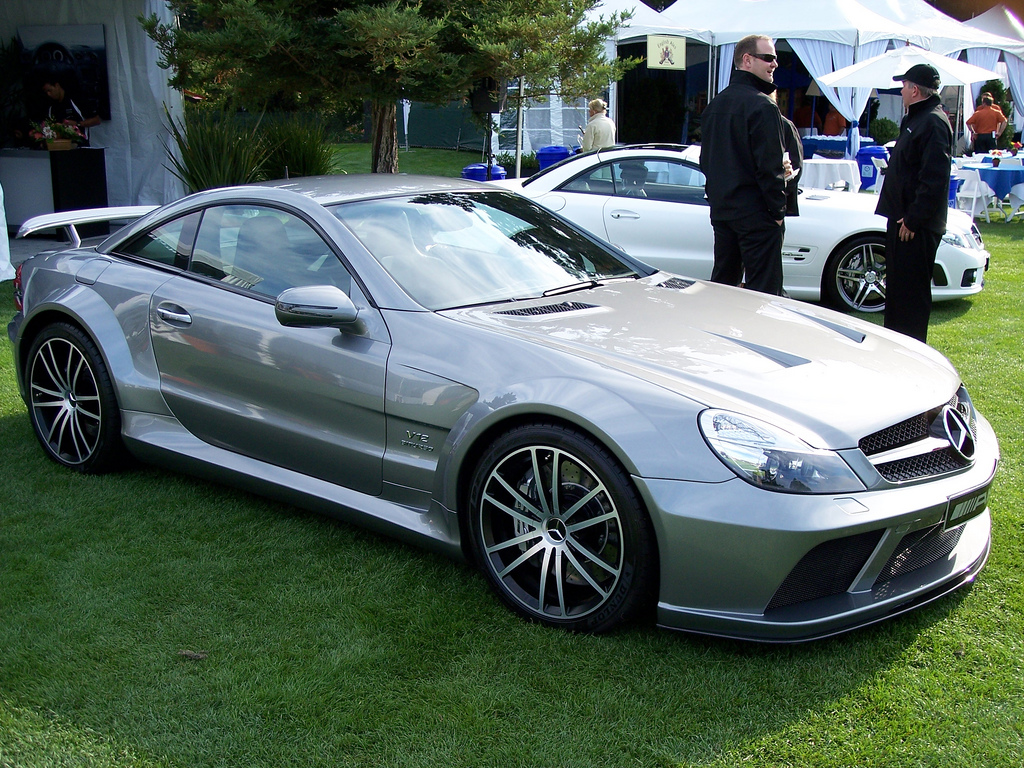
SL 65 AMG Black Series

## В медиа и видеоиграх
Автомобиль R230 присутствует в таких видеоиграх, как:
- Need for Speed: Most Wanted (версия SL500)[43]
- Gran Turismo Concept: 2002 Tokyo-Geneva (версия SL55 AMG)[44]
- Gran Turismo 5 prologue (версия SL 55 AMG)
- Need for Speed: Most Wanted (2012) (версия SL 65 AMG Black Series)
- Gran Turismo 6 (версии SL500, SL 55 AMG, SL600 и SL 65 AMG)

### Основные
- SL-класс на сайте Mercedes-Benz Россия
- SL-класс на сайте Mercedes-Benz США Архивная копия от 8 июня 2010 на Wayback Machine (англ.)
- SL 65 AMG Black Series на сайте Mercedes-AMG (англ.)

### Пресс-релизы
- Пресс-релиз: новый Mercedes-Benz SL-класс (2001) (англ.)
- Пресс-релиз: новое поколение Mercedes-Benz SL-класса (2006) (англ.)